# Історія завтрашнього дня
«Історія завтрашнього дня» (італ. Storia di domani) — політико-фантастичний роман італійського письменника Курціо Малапарте, виданий 1949 року та написаний з антикомуністичною метою.
Також увійшов до числа перших повоєнних творів італійської фантастики.

## Сюжет
|                                      | Коли важкі ворота Реджини Коелі зачинилися позаду мене, я сказав собі: «Цього разу все закінчилося». Після трьох місяців шаленого польоту через Європу до радянської навали, після стількох тривог, стількох пригод, стільки небезпек, опинитися в пастці Реджини Коелі, здавалося мені найсмішнішою і найжалюгіднішою справою в світі. Головний охоронець, який знав мене багато років, не здався здивованим, побачивши мене знову: він посміхнувся мені, я не знаю, з жалю чи злоби, і, спускаючи драбину 4-о Бракчо, піднявся на верхній поверх й зупинився перед камерою п. 461. |
| — Інципіт «Історії завтрашнього дня» | |

## Видання
- Curzio Malaparte. Storia di domani. — Opere complete vol. II. — Roma-Milano : Aria d'Italia, 1949.